# Castlevania: Lords of Shadow
Castlevania: Lords of Shadow é um jogo eletrônico da série Castlevania. Não possui conexão direta com os outros títulos, pois trata-se de uma versão alternativa. Ele é um jogo de aventura que se passa num ambiente de fantasia na Europa mediterrânea durante a Idade Média. Foi desenvolvido pela Mercury Steam e Kojima Productions e lançado pela Konami em 5 de outubro de 2010 nos EUA..
Hideo Kojima, famoso por dirigir a série de jogos Metal Gear Solid, participou da produção do título. O time de dubladores conta com o ator de televisão e teatro Patrick Stewart, que interpretou o personagem Zobek, narrador da história, enquanto Robert Carlyle dubla o personagem principal, Gabriel Belmont. Os atores Natascha McElhone e Jason Isaacs também estão envolvidos na produção, dublando a esposa de Gabriel, Marie Belmont e o vilão do jogo respectivamente.
David Cox declarou que o projeto se trata de um reboot mais realístico da franquia e enfatizou que, mesmo não fazendo parte do enredo original, Lords of Shadow não o substitui.

## Jogabilidade

### Combate
Lords of Shadow é um jogo de ação-aventura em terceira pessoa, no qual o jogador controla Gabriel Belmont. O combate conta como arma principal um chicote-corrente retrátil chamado de Combat Cross (Cruz de Combate). Os movimentos básicos consistem em ataques diretos, que são mais fortes e direcionados, e ataques de área, fracos mas capazes de atingir muitos alvos. Como nos títulos principais da série, o protagonista também pode utilizar armas secundárias, tais como facas, água benta e outros itens, que podem ser melhorados com o tempo. Além disso, as habilidades da Cruz de Combate podem ser combinadas num sistema novo da franquia, o sistema de Light Magic e Shadow Magic (Magia de Luz e Magia das Trevas), feitiços que regeneram vida e aumentam o dano de ataque, respectivamente. O chicote pode ser aprimorado, sendo usado também como ferramenta de escalada e objeto de defesa.
Os desenvolvedores tentaram alcançar novos públicos, distanciando Lords of Shadow dos jogos precedentes de Castlevania, mas mantiveram alguns elementos clássicos para não alienarem os antigos fãs. O cenário apresenta Vampiros e Lobisomens, icônicos da série, e Trolls, Aranhas Gigantes e Duendes são adicionados como novidades. Oponentes derrotados oferecem pontos de experiência, que podem ser utilizados na compra de combos ou de melhoramentos de habilidades. Quando o jogador derrota os chefões da trama central, eles recebem relíquias, que concedem habilidades especiais e ajudam em outros desafios do jogo.

### Puzzles
Similar aos títulos originais de Castlevania, os quebra-cabeças de plataforma são um componente-chave do jogo, apresentados em mais de 50 níveis. A Cruz de Combate não é usada apenas para a luta, mas também para fins de exploração como escaladas e impulsos através de certas rochas e plataformas. Algumas fases do jogo exigem que o jogador resolva quebra-cabeças que podem ou não se manifestar com elementos de combate. Explorando os níveis, é possível encontrar itens escondidos, capazes de aumentar a saúde e outras estatísticas. Esses itens são chamados de "Gemas". Existem três tipos de gemas: as Vitais (life), as de Luz (light) e as de Sombra (shadow).

## História

### Cenário e personagens

Os três Lordes das Sombras antes de ascenderem aos céus e deixarem suas partes obscuras.

Lords of Shadow se passa numa época dita como "Fim dos Dias", em 1047. A aliança da Terra com os Céus foi ameaçada pela força maligna dos Lordes da Sombra (Lords of Shadow), e um feitiço obscuro agora paira sobre a Terra e impede que as almas dos mortos descansem em paz. Com isso, criaturas das trevas vagam pelo mundo e assolam o restante da população.
O personagem principal, Gabriel Belmont (Robert Carlyle), é um membro da Irmandade da Luz (Brotherhood of Light), uma elite de cavaleiros que protegem e defendem os inocentes das criaturas sombrias. A esposa de Gabriel, Marie (Natascha McElhone) foi brutalmente assassinada por um destes seres, e agora sua alma não pode deixar este mundo devido ao feitiço imposto pelos Lordes das Sombras.
Marie percebe que as almas atormentadas pelo feitiço como a dela, pertencem a um jogo de grandes proporções. A trama central envolve a Máscara de Deus (God Mask), um artefato extremamente poderoso, que dizem poder ressuscitar qualquer indivíduo. Gabriel pretende derrotar as três facções dos Lordes das Sombras para então obter as peças da Máscara de Deus (fragmentada em três partes pelos Lordes), e trazer sua esposa Marie de volta à vida.

### Enredo
Gabriel é enviado pela Irmandade da Luz para o Lago do Esquecimento (Lake of Oblivion), onde o espírito de sua falecida esposa, Marie, diz que os espíritos que fundaram a Irmandade mencionaram que o poder dos Lordes das Sombras são a chave para salvar o mundo. Um homem da irmandade chamado Zobek (Patrick Stewart) se apresenta a Gabriel, afirmando que uma profecia havia sido mantida em segredo por uma seleta parte de indivíduos. A profecia conta a história de um guerreiro de coração puro que conseguirá reivindicar os poderes dos Lordes das Sombras para si mesmo, derrotando assim o mal que corrói o mundo inteiro. Zobek diz que eles devem entrar nas terras dos Lordes das Sombra para reunir os céus novamente com o mundo dos homens, e feito isto, Gabriel poderia então trazer Marie de volta dos mortos.
Gabriel derrota os Lordes Cornell (Richard Ridings) e Carmilla (Sally Knyvette) para obter as duas primeiras partes da máscara de Deus em sua jornada, e acaba descobrindo que os mesmos eram dois dos três fundadores da irmandade. Eles uma vez lutaram por Deus contra as forças do pai das mentiras, Satã, ameaçando invadir o mundo humano. Eles se transformaram em espíritos transcendentais com o poder entregue por Deus e ascenderam aos céus, deixando para trás seus lados obscuros: Os Lordes das Sombras.

O protagonista Gabriel Belmont.

Gabriel parte para a terra dos Necromantes para obter a última parte da máscara, mas Zobek aparece antes de Gabriel. Segurando uma outra máscara, a do diabo, e pondo ela em seu rosto, Zobek revela ser o Lorde dos Necromantes. Orquestrando os eventos da história, Zobek teve contato com o inferno, obtendo uma força além de sua compreensão que expandiu o seu conhecimento nas artes das trevas (permitindo-lhe lançar o feitiço que separou a terra dos céus, e fazendo com que os espíritos entrassem em contato com a Irmandade). Zobek revela que ele usou a Máscara do Diabo em Gabriel para matar Marie, dizendo que tudo o que ele precisava era do Belmont para restaurar o poder dos espíritos, evitando suspeitas sobre ele.
Zobek ri triunfante, e Satanás (Jason Isaacs) aparece. Ele toma de Zobek a máscara de Deus,revelando ter sido seu mentor desde o início, dando a Zobek poder para que este pudesse ter a vingança contra Deus, voltando para os Céus vitorioso. Gabriel confronta Satanás e o derrota, liberando as almas dos falecidos presos no limbo. Gabriel então descobre que a máscara de Deus não pode trazer de volta Marie, só lhe permitindo ver a vida com os olhos de Deus. Marie diz a Gabriel que ele recebeu uma nova vida para se redimir de seus erros anteriores, e se despede dele, levando consigo a Máscara de Deus.
Em uma cena pós-créditos após o final do jogo, Zobek é visto vivo em tempos modernos. Ele descobre que Gabriel esta vivendo como um vampiro, auto proclamado Dracul (Drácula em romeno). Zobek menciona que os acólitos de Satanás estão se preparando para seu retorno, e que eles devem para-los antes que ele se vingue de ambos. Antes de Gabriel desaparecer, Zobek diz que pode libertá-lo da imortalidade caso ele o ajude.
A trama segue-se em Lords of Shadow 2.

### Reverie e Ressurection
A história é expandida em dois pacotes de DLC intitulados: Reverie e Ressurection (que acontecem antes de Mirror of Fate e da cena pós-créditos). Reverie mostra Gabriel retornando ao castelo de Carmilla para conter um antigo mal, o monstro Forgotten One (O Esquecido), com a ajuda da irmã adotiva de Carmilla, Laura (Grace Vance), outra personagem jogável que auxilia Gabriel em algumas sequências do DLC. Antes de entrar no portal que guarda a prisão de Forgotten One, Laura diz a Gabriel não pode entrar como um mortal, pois isso o mataria. Ele teria que beber o sangue amaldiçoado da vampira para poder continuar sua jornada, transformando-se então em um vampiro. Durante Ressurection, Forgotten One planeja destruir o mundo dos humanos, mas acaba sendo derrotado por Gabriel, que acaba absorvendo os poderes do monstro para si mesmo. Tomado pela descrença e ódio pela irmandade da luz, Gabriel acaba sendo corrompido pelo poder de Forgotten One, tornando-se ainda mais poderoso que este. Destruindo sua Cruz de Combate, o Belmont retorna ao mundo dos homens pelo portal, iniciando assim sua vingança contra a humanidade como Dracul, príncipe das trevas. A trama segue-se em Mirror of Fate.

## Recepção
Durante seu desenvolvimento, Lords of Shadow foi colocado em várias listas dos jogos de vídeos antecipados. A reação à Lords of Shadow foi favorável, com a sua pontuação na Metacritic em torno de 85. A Gamesmaster descreveu o jogo como "Um forte concorrente para jogo de ação do ano''. A GameTrailers classificou o jogo como o número 7 dos top 10 mais esperados de 2010. A Gamer Explicit mencionou: "Com tantos grandes jogos na loja para nós em 2010, você deve ter certeza de não esquecer Castlevania: Lords of Shadow quando ele chegar nas prateleiras".
Apesar da sua boa recepção, Lords of Shadow também foi criticado. Alguns comentários diziam que o jogo era muito derivado de outros, e que era o contrário da série clássica de Castlevania. A revisão da GameSpot chama o jogo de "Um bom começo para uma série que precisa ser renovado. Só é triste saber que muitos elementos do game são derivados de outros jogos e não de uma fonte original". A 1UP disse que o jogo gira em um conto interessante, e embora ofereça ideias um pouco pesadas a partir de outros jogos, ele implementa os mesmos bens.
O jogo ganhou o prêmio de melhor escolha das pessoas, e apesar da antecipação bem recebida, David Cox observou que ainda existia um pequeno número de fãs que não gostaram da transição do jogo para o formato 3D (devido ao fato de os maiores sucessos da franquia Castlevania serem em formato 2D). Ele reconheceu isso afirmando "É Justo algumas pessoas não gostarem do que estamos fazendo, e nós aceitamos isso, mas geralmente o que estamos tentando fazer é trazer os fãs com a gente. Não há nenhuma maneira de voltar e fazer o mesmo jogo de novo, o certo é fazer uma ruptura clara e prosseguir com a série".

## Sequências
Em 29 de maio de 2012, a revista Nintendo Power revelou a sequência de Lords of Shadow para Nintendo 3DS intitulada de Castlevania: Lords of Shadow – Mirror of Fate.Trata-se de um jogo com dimensões em 2.5D, o qual os personagens Alucard, Trevor, Simon e Gabriel Belmont estão presentes em diferentes pontos da história.
Em 31 de maio de 2012, na E3, a Konami anunciou um segundo novo título da série, intitulado de Castlevania: Lords of Shadow 2, que concluirá a releitura da franquia.